# Campeonato Peruano de Fútbol de 1965
El Campeonato Peruano de Fútbol de 1965 fue la edición número 49 del Campeonato Peruano de Fútbol y la temporada número 39 que fue organizado por la FPF. En el torneo participaron diez clubes.

## Formato
El torneo se dividió en dos fases. La primera era de dos ruedas mientras que en la segunda se dividió a los equipos en dos grupos: los 5 de arriba pelearían por el campeonato y los 5 de abajo por evitar el descenso. Ambos pentagonales serían a una sola rueda. Se otorgaban dos puntos por partido ganado, un punto por partido empatado y ninguno por partido perdido.

## Ascensos y descensos
Hubo 1 Descenso en la Temporada 1964 y 1 Ascenso en esta Temporada.
Por lo que se Mantienen los 10 equipos para este 1965.
| Posición | Ascendido de Segunda División 1964 |
| -------- | ---------------------------------- |
| 1º       | Defensor Arica                     |

| Posición | Descendido de Primera División 1964 |
| -------- | ----------------------------------- |
| 10º      | KDT Nacional                        |

## Equipos participantes
| Club                      | Ciudad | Entrenador          |
| ------------------------- | ------ | ------------------- |
| Alianza Lima              | Lima   | Jaime de Almeyda    |
| Carlos Concha             | Callao | Eleuterio Zamudio   |
| Centro Iqueño             | Lima   | Miguel Ortega       |
| Ciclista Lima             | Lima   | José Gomes Nogueira |
| Defensor Arica            | Lima   | Emilio Vargas       |
| Defensor Lima             | Lima   | Juan Honores        |
| Deportivo Municipal       | Lima   | Roberto Drago       |
| Sport Boys                | Callao | José Chiarella      |
| Sporting Cristal          | Lima   | Alberto Terry       |
| Universitario de Deportes | Lima   | Marcos Calderón     |

## Tabla de posiciones
| P  | Equipo                    | PJ | PG | PE | PP | GF | GC | DG  | Pts. |
| -- | ------------------------- | -- | -- | -- | -- | -- | -- | --- | ---- |
| 1  | Alianza Lima              | 18 | 11 | 6  | 1  | 29 | 14 | +15 | 28   |
| 2  | Universitario de Deportes | 18 | 9  | 5  | 4  | 27 | 17 | +10 | 23   |
| 3  | Defensor Lima             | 18 | 9  | 4  | 5  | 35 | 21 | +14 | 22   |
| 4  | Deportivo Municipal       | 18 | 10 | 2  | 6  | 21 | 20 | +1  | 22   |
| 5  | Defensor Arica            | 18 | 9  | 3  | 6  | 30 | 21 | +9  | 21   |
| 6  | Sporting Cristal          | 18 | 8  | 3  | 7  | 29 | 23 | +6  | 19   |
| 7  | Sport Boys                | 18 | 7  | 4  | 7  | 26 | 27 | -1  | 18   |
| 8  | Centro Iqueño             | 18 | 3  | 5  | 10 | 19 | 33 | -14 | 14   |
| 9  | Carlos Concha             | 18 | 3  | 4  | 11 | 29 | 47 | -18 | 10   |
| 10 | Ciclista Lima             | 18 | 1  | 4  | 13 | 15 | 37 | -22 | 6    |

PJ = Partidos jugados; PG = Partidos ganados; PE = Partidos empatados; PP = Partidos perdidos; GF = Goles a favor ; GC = Goles en contra; DG = Diferencia de goles; Pts = Puntos
|  | Liguilla por el título 1965   |
|  | Liguilla por el descenso 1965 |

## Liguilla por el título
| P | Equipo                    | PJ | PG | PE | PP | GF | GC | DG  | Pts. |
| - | ------------------------- | -- | -- | -- | -- | -- | -- | --- | ---- |
| 1 | Alianza Lima              | 22 | 12 | 8  | 2  | 35 | 18 | +17 | 32   |
| 2 | Universitario de Deportes | 22 | 13 | 5  | 4  | 37 | 21 | +16 | 31   |
| 3 | Defensor Arica            | 22 | 11 | 4  | 7  | 36 | 27 | +19 | 26   |
| 4 | Defensor Lima             | 22 | 10 | 5  | 7  | 44 | 28 | +16 | 25   |
| 5 | Deportivo Municipal       | 22 | 10 | 2  | 10 | 24 | 32 | -8  | 22   |

PJ = Partidos jugados; PG = Partidos ganados; PE = Partidos empatados; PP = Partidos perdidos; GF = Goles a favor ; GC = Goles en contra; DG = Diferencia de goles; Pts = Puntos
|  | Campeón y a la Copa Libertadores 1966 |
|                          |
| Campeón Nacional         |
| Alianza Lima 14.° título |

## Liguilla por el descenso
| P  | Equipo           | PJ | PG | PE | PP | GF | GC | DG  | Ptos |
| -- | ---------------- | -- | -- | -- | -- | -- | -- | --- | ---- |
| 6  | Sporting Cristal | 22 | 10 | 5  | 7  | 41 | 31 | +10 | 25   |
| 7  | Sport Boys       | 22 | 9  | 5  | 8  | 34 | 33 | +1  | 23   |
| 8  | Centro Iqueño    | 22 | 4  | 8  | 10 | 24 | 37 | -13 | 16   |
| 9  | Carlos Concha    | 22 | 4  | 5  | 13 | 39 | 58 | -19 | 13   |
| 10 | Ciclista Lima    | 22 | 1  | 5  | 16 | 17 | 46 | -29 | 7    |

PJ = Partidos jugados; PG = Partidos ganados; PE = Partidos empatados; PP = Partidos perdidos; GF = Goles a favor ; GC = Goles en contra; DG = Diferencia de goles; Pts = Puntos
|  | Descenso a Segunda División 1966 |

## Goleadores
| Jugador                 | Equipo              | Goles |
| ----------------------- | ------------------- | ----- |
| Carlos Urrunaga         | Defensor Lima       | 16    |
| Napoleon Rodriguez      | Defensor Arica      | 15    |
| Eddy Córdova            | Carlos Concha       | 13    |
| Carlos Gonzales Pajuelo | Sporting Cristal    | 13    |
| Tomás Iwasaki           | Deportivo Municipal | 11    |
| Víctor Zegarra          | Alianza Lima        | 10    |
| Coutinho                | Defensor Arica      | 10    |
| Roberto Chale           | Centro Iqueño       | 10    |